# Neobathiea spatulata
Neobathiea spatulata är en orkidéart som beskrevs av Joseph Marie Henry Alfred Perrier de la Bâthie. Neobathiea spatulata ingår i släktet Neobathiea och familjen orkidéer. Inga underarter finns listade i Catalogue of Life.